# Edvinas Krungolcas
Edvinas Krungolcas (n. 21 ianuarie 1973, Vilnius, RSS Lituaniană, URSS) este un sportiv ce a reprezentat Lituania, medaliat olimpic. A participat la 2 ediții ale Jocurilor Olimpice (2004, 2008) în care a câștigat o medalie de argint.